# Laghi e abisso di Lamar
Laghi e abisso di Lamar este o arie protejată (arie specială de conservare — SAC, sit de importanță comunitară — SCI) din Italia întinsă pe o suprafață de 25 ha, integral pe uscat.

## Localizare
Centrul sitului Laghi e abisso di Lamar este situat la coordonatele 46°07′38″N 11°03′40″E / 46.127222°N 11.061111°E.

## Înființare
Situl Laghi e abisso di Lamar a fost declarat sit de importanță comunitară în iunie 1995 pentru a proteja 16 specii de animale. Situl a fost protejat și ca arie specială de conservare în martie 2014.

## Biodiversitate
Situată în ecoregiunea alpină, aria protejată conține 12 habitate naturale: Păduri aluvionare cu Alnus glutinosa și Fraxinus excelsior (Alno-Padion, Alnion incanae, Salicion albae), Liziere de ierburi înalte hidrofile de câmpie și de nivel montan până la alpin, Păduri pe pante, grohotișuri și ravene de Tilio-Acerion, Pante stâncoase calcaroase cu vegetație casmofită, Păduri ilirice de Fagus sylvatica (Aremonio-Fagion), Păduri de fag Asperulo-Fagetum, Ape stătătoare oligotrofe până la mezotrofe, cu vegetație de Littorelletea uniflorae și/sau de Isoëto-Nanojuncetea, Peșteri inaccesibile publicului, Fânețe de joasă altitudine (Alopecurus pratensis, Sanguisorba officinalis), Mlaștini alcaline, Pajiști cu Molinia pe soluri calcaroase, turboase sau argilos-nămoloase (Molinion caeruleae), Lacuri eutrofice naturale cu vegetație de tip Magnopotamion sau Hydrocharition.
La baza desemnării sitului se află mai multe specii protejate:
- păsări (9): uliu păsărar (Accipiter nisus), fâsă de pădure (Anthus trivialis), caprimulg (Caprimulgus europaeus), presură galbenă (Emberiza citrinella), sfrâncioc roșiatic (Lanius collurio), gaia neagră (Milvus migrans), muscar sur (Muscicapa striata), viespar (Pernis apivorus), codroșul de pădure (Phoenicurus phoenicurus)
- amfibieni (1): izvoraș-cu-burta-galbenă (Bombina variegata)
- mamifere (3): liliac comun (Myotis myotis), liliacul mediteranean cu potcoavă (Rhinolophus euryale), liliacul mic cu potcoavă (Rhinolophus hipposideros)
- nevertebrate (1): Austropotamobius pallipes
- pești (2): Chondrostoma soetta, Telestes muticellus

Pe lângă speciile protejate, pe teritoriul sitului au mai fost identificate 19 specii de plante, 2 specii de amfibieni, 7 specii de mamifere, 1 specie de nevertebrate, 4 specii de pești, 5 specii de reptile.